# Склад (мовознавство)
Склад — у мовознавстві — мінімальний відрізок потоку зв'язного мовлення, що складається з одного або кількох звуків. Розуміння складу, його структури, класифікаційних ознак, поділу слів на склади тощо визначається різними теоріями, що пояснюють природу складу. Сучасне мовознавство склад розглядає в дихотомії — на рівні фонетики як фонетичну одиницю і на рівні фонології як фонологічну одиницю. Склад, особливості його структури й творення пов'язують також з ритмом мовлення, його просодикою, наголошуванням тощо.

## Теорії про природу складу
Мовознавці запропонували теорії про фонетичну (експіраторну, акустичну, артикуляційну, комплексну) та фонологічну природу складу. Теорії про фонетичну природу складу пояснюють фізіологічні механізми складотворення, натомість фонологічне розуміння складу пов'язане з його структурними особливостями в системі мови.
- За експіраторною теорією склад — це звук або комплекс звуків, що вимовляється одним поштовхом видихуваного повітря. Інакше кажучи, видихуваний струмінь повітря утворює циклічні поштовхи — склади. Трактування складу як відрізка мовлення, що вимовляється поштовхом видихуваного повітря, тривалий час було характерним щодо багатьох мов, зокрема української, російської, білоруської, польської. Однак в сучасному мовознавстві розуміння складу не вкладається в межі цього визначення, позаяк експериментального підтвердження ця теорія не знайшла.
- Акустична теорія з'явилася внаслідок спостережень, за якими з'ясувалося, що звуковий потік мовлення акустично неоднорідний: поряд з повнозвучними (сильної сонорності) стоять звуки послабленого звучання (слабкої сонорності). В рамках цієї теорії, яку ще називають теорією сонорності, склад визначають як відрізок зв'язного мовлення, що є єдністю звука сильної сонорності й звука чи кількох звуків слабшої сонорності. Сонорність у сучасній фонетиці визначають передусім звучністю (голосністю) голосних і приголосних, що корелює зі ступенем участі голосу у творенні звуків[2]. Сонорність пов'язують також із гучністю голосних і приголосних, що корелює з розмахом амплітуди акустичної хвилі, зокрема, саме в такому розумінні цю теорію вперше запропонував данський мовознавець Отто Єсперсен. Звуки сильної сонорності є складотворчими, вони становлять вершину складу і приєднують до себе нескладотворчі звуки. До звуків сильної сонорності відносять голосні та в окремих мовах сонанти, як-от у чеській мові [krk] (шия), [prst] (палець), у сербській — [брв] (дошка), [брз] (швидкий), [скрб] (піклування). Звуки слабкої сонорності є нескладотворчими, до них належать приголосні. Проте й деякі голосні можуть перетворюватись у нескладотворчі, зокрема, під час втрати напруги видиху в певних фонетичних умовах. Теорію сонорності вдосконалював Р. Аванесов на матеріалі російської мови; її поділяє багато українських мовознавців.
- За артикуляторною теорією, яку висунув російський мовознавець Лев Щерба, склад утворюється завдяки фізіологічно зумовленим циклічним імпульсам, що корелюють з артикуляторним м'язовим напруженням і характеризуються збільшенням напруження у напрямі до вершини складу і подальшого зменшення напруження до кінця складу. Артикуляційно кожен склад формується послідовністю трьох фаз — екскурсією, витримкою і рекурсією. Цю теорію поділяли українські мовознавці М. Наконечний, В. Лобода та ін.
- За комплексною теорією, яку підтримують українські мовознавці М. Жовтобрюх, В. Брахнов, Н. Тоцька, склад розглядається як комплексне явище, де має місце і розподіл звукового потоку на акустично неоднорідні відрізки (більш сонорні / менш сонорні), і особливості м'язового напруження, що сприяють імпульсній природі організації звукового потоку в мовленні, і особливостями роботи дихального апарату, що також зумовлює імпульсацію мовленнєвого потоку. Сукупно все це дає розуміння складу як найменшої одиниці вимовляння, в той час, як найменшою одиницею мови є фонема (звук). Фонетично (фізіологічно) склад є не послідовністю кількох звуків, а їх єдністю, зрощенням, тобто в мовленні склад не можливо чітко розкласти на окремі звуки (звуки, які артикульовано окремо, і які взято з мовленнєвого потоку, мають суттєві акустичні відмінності). Недолік комплексної теорії виявляється на рівні складоподілу, адже у складних випадках межа між складами не збігається, якщо застосовувати різні принципи розуміння складу.
- Фонологічна теорія пояснює склад як фонологічну одиницю, що являє собою типові для окремої мови сполуки фонем, яка забезпечує лінійну організацію потоку зв'язного мовлення. Інакше кажучи, у фонологічному аспекті склади вивчаються як закономірності сполучуваності звуків у певні єдності при формуванні слів. Склад у фонології часто називається фонологічним складом. Водночас багато лінгвістів заперечують фонологічну природу складу, відстоюючи позицію, що склад є винятково фонетичною одиницею і не виражає смислових значень (отже, не є фонологічною одиницею).

## Структура складу

Структура складу

Фонетична структура складу характеризується фізіологічними закономірностями вимови, згідно з якими склад має кілька елементів. В різних концепціях складу їх називають неоднаково, проте спільним є членування на основний елемент (складотворчий) і неосновний (нескладотворчий). Основний елемент найчастіше називають вершиною або ядром. Неосновний елемент інколи називають периферією складу.
Фонологічну структуру складу розглядають як послідовність фонем, які групуються не хаотично, а підпорядковані певній закономірності. Вважають, що кожна мова має свої особливості сполучуваності фонем при формуванні складів. Отже, склад виявляє системні лінгвістичні закономірності свого формування у мовленні. На цій підставі склад аналізують як окрему фонологічну одиницю (фонологічний склад).
Західноєвропейські фонологічні школи оперують термінами приступ (англ. onset) на позначення неосновного елемента і рима (англ. rhyme), що позначає основу складу. У свою чергу, приступ може членуватися на ініціаль і медіаль (початкові приголосні), а рима — на ядро (складотворчий голосний) та коду (приголосний). Китайські, японські та деякі інші азійські фонологічні школи у приступі складу виділяють три члени: ініціаль, медіаль та фіналь. Таке членування, зокрема, пов'язано з передаванням висоти і тривалості тону (у далекосхідних мовах тональність виражає не лише синтаксичне, а й лексичне значення).

## Склад як фонологічна одиниця
У різних мовах світу ознаками складу як фонологічної одиниці є:
- Допустимі схеми складу є обмеженими (наприклад, в арабській мові допустимі лише склади типу «приголосний + голосний» і «приголосний + голосний + приголосний»);
- Принцип «хвилі звучності» для простої структури консонантних сполучень всередині складу (наприклад, дагестанські мови в кінці складу допускаються лише поєднання «сонорні + шумний»);
- Дистрибутивні обмеження, що виступають як певні складові позиції (наприклад, в німецькій мові дзвінкі шумні неможливі в кінці складу);
- Компенсаторні відносини за тривалістю між голосним і кінцевим звуком складу, що має з ним узгоджуватися (наприклад, у шведській мові за коротким голосним слідує довгий приголосний, а за довгим голосним — короткий приголосний);
- Місце наголосу залежить від кількісної структури складу (наприклад, в латинській мові наголос падає на передостанній склад, якщо він містить довгий голосний або закінчується на приголосний, і на 2-й склад від кінця в інших випадках);
- Складова просодія — тональна або темброва (наприклад, складовий сингармонізм за м'якістю / твердістю в праслов'янській мові);
- Поділ на склади має тенденцію збігатися з граматичними межами (крайній вияв — збіг морфеми та складу, або моносилабізм).

## Класифікація складів
За наростанням голосності склад буває відкритий (якщо її вершина наприкінці складу: та, ма-ма) або закритий (якщо після вершка звук меншої голосності: під); прикритий (якщо перед вершком звук меншої голосності: від) або неприкритий (якщо вершина голосності на початку складу: от). За кількісною характеристикою розрізняють склади сильні, або «важкі» (рима складається з довгого голосного або короткого голосного + приголосний), і слабкі, або «легкі» (рима складається з короткого голосного).
У слові склад є носієм надсегментних елементів — наголосу й інтонації. Тональність складу в деяких мовах є значущою для його лексичного або граматичного значення, іноді сам високий або низький тон має значення, а в багатьох південно-східноазійських мовах значущим є лише зміна тону (рівний, висхідний, спадний, пірнаючий, уривчастий).

## Складоподіл
Зв'язне мовлення є послідовністю складів. Відповідно слова у кожній мові членуються на склади. Мови світу з точки зору складоподілу бувають двох типів — з чіткими межами між складами і нечіткими межами між складами. У мовах першого типу складоподіл слів виразний, формує відповідний ритм мовлення. У мовах другого типу складоподіл невиразний, в багатьох випадках встановити межі між складами є проблемою. В таких мовах структура складів є варіативною: вони можуть бути однокомпонентні (складатися з одного складотворчого звука), кількакомпонентні (складотворчий звук і нескладотворчний звук) чи багатокомпонентні (складотворчий звук і кілька нескладотворчних звуків); можуть бути закритими і відкритими. Все це зневиразнює членування мовлення на склади.
Складоподіл має важливе значення для встановлення правил перенесення слів на письмі з кінця одного рядка на інший. Щоправда, у мовах із невиразним складоподілом, до яких належить і українська, такі правила частіше формуються на морфологічному принципі (поділу слів на морфеми). В українській мові складоподіл належить до складних лінгвістичних питань, позаяк різні мовознавці запропонували неоднакові правила складоподілу.

## Склад і складоподіл в українській мові
Фонетичну природу складу в українській мові досліджували шляхом слухових спостережень або лабораторними експериментами (І. Зілинський, Л. Прокопова, Н. Тоцька, Т. Бровченко, В. Брахнов, В. Перебийніс, Л. Близниченко й ін.).
Проте у науковців поняття складу не збігається, різняться і правила складоподілу (слова, що містять послідовність двох і більше приголосних, можуть ділитися на склади по-різному залежно від принципів, яких дотримується той чи інший дослідник). Це породжує проблеми і невизначеності. Водночас, за розвідками О. Іщенка, уникнути неузгоджень і мати цілком прозоре розуміння всіх питань, пов'язаних зі складами, уможливлює опис цієї одиниці мовлення і закономірностей її структури теорією сонорності, відповідно до якої слова в українській мові формуються або за правилом висхідної звучності (початок складу представлений звуком мінімальної сонорності, кінець складу — звуком максимальної сонорності, становлячи його вершину, напр.: ['ма-ма], [мі-'тла], ['те-шча], [о-'бра-за]), або за правилом висхідно-спадної звучності (середина складу представлена звуком максимальної сонорності і є його вершиною, початок і кінець — звуками мінімальної сонорності, напр.:[кіт], [рід-'кий], ['дав-ній], ['гор-дість]). У словах межею між складами є зміна (контраст) сонорності звуків (кілька однотипних за сонорністю звуків, що стоять поруч, не можуть належати різним складам), причому у словах, що мають нагромадження приголосних, кінець попереднього складу — сонорніший за початок наступного (напр., слово 'земство' на склади можна поділити як [зем-ство], [земс-тво] або [земст-во] — в усіх випадках склади узгоджені з правилом або висхідної звучності, або висхідно-спадної звучності, однак правильним буде складоподіл [зем-ство], оскільки лише в цьому випадку кінець першого складу сонорніший за початок другого).
Рівень сонорності звуків української мови дослідив П. Коструба і подав у вигляді шкали (за спаданням звучності):
- голосні
- апроксиманти [ў], [ĭ],
- сонорні приголосні,
- дзвінкі приголосні,
- глухі приголосні.

### Структура складу
В українській мові структура складу різна. Він може мати:
- тільки голосний (Г — у, а, о-се-ля);
- сполучення з одним приголосним (ГП — із, од; 'ПГ — за, на, се-ло);
- сполучення з двома приголосними (ПГП — під, ліс; ППГ — по-бра-тим, при-їзд, ме-тро; ГПП — ко-е-фі-ці-єнт);
- з трьома приголосними (ППГП — млин-ці, ПГПП — пре-зи-дент; ПППГ — зем-ство, е-ле-ктри-ка, стра-ва);
- з чотирма приголосними (ПППГП — е-ле-ктрич-ний, ППППГ — ше-фство) та ін.

Голосний звук в українській мові є центром (вершиною) складу і визначається як складотворчий. Тому кожне слово поділяється на стільки складів скільки в ньому голосних звуків. За кількістю складів слово може бути:
- односкладовим (стіл, віз),
- двоскладовим (сто-ли, мо-ва),
- трискладовим (са-ди-ба, пе-ре-спів)
- багатоскладовим (пра-це-люб-ний, пе-ре-січ-ний, тра-пе-ці-є-по-діб-ний).

Для української мови властивий переважно відкритий склад. Крім того, склад розрізняють за початковим звуком:
- ті, що починаються з приголосного, називаються прикритими (ПГ, ПГП —мі-стом, сік),
- ті, що починаються з голосного, — неприкритими (Г, ГП — у-весь, ой).

Українській мові притаманні переважно прикриті склади.

### Наголошені і ненаголошені склади
Склади у словах бувають наголошені й ненаголошені. Наголошений склад вимовляється з більшим м'язовим напруженням голосових зв'язок, звучить виразніше і чіткіше, краще сприймається на слух, ніж ненаголошений. Акустично він позначається збільшенням інтенсивності (сили) вимови, вищою тональністю (підвищенням частоти основного тону), більшою тривалістю (часом звучання). Ці характеристики наголошеного складу особливо виявляються при вимові ізольованого слова. У звуковому потоці характеристики складів підпорядковані ритму мовлення; акустичним виразником наголошеності може ставати лише якась одна характеристика (інтенсивність, тональність або тривалість).
Місце наголосу в слові нерідко має смислорозрізнювальне значення (вИ-гра-є — ви-гра-Є) або позначає звук, варіанти слова (сур-ма — сур-ма).
Ненаголошені склади розрізняються своїм місцем у слові щодо наголошеного складу. Вони можуть бути переднаголошеними (пе-ре-хід) або післянаголошеними (прО-стір). Перший перед- і післянаголошений склад межують з наголошеним складом (за-хи-та-ти-ся), другий перед- і післянаголошений склад — з першим (за-хи-та-ти-ся), третій — з другим і т. д. Відлік ненаголошених складів іде, таким чином, від наголошеного складу: ви-тя-гнув-ши, пе-ре-шко-джа-ти. Крім того, склад у слові може визначатися як початковий чи непочатковий (за-по-віт), кінцевий чи некінцевий (за-по-віт).

## Складові мови
Складові мови — мови, в фонологічній системі яких основною одиницею є склад. До складових мов належать більшість мов Китаю та Південно-Східної Азії. Складові мови мають просту структуру складу, максимальний склад звуків — «приголосний (група приголосних) + півголосних + голосний + імплозівний приголосний (півголосний)». Зазвичай межі складів та морфем у таких мовах збігаються, тому морфемна межа всередині складу неможлива, а склад виступає мінімальним елементом для утворення морфеми.

## Складова писемність
Складова писемність, також силабарій — писемність, знаки якої передають окремі послідовності звуків мови, найчастіше склади. Виключно складові знаки (за винятком кількох детермінативів і логограм) застосовувалися в деяких клинописних писемностях Межиріччя: еламська писемність, хурритські системи письма, урартська писемність, давньоперський клинопис).
До складової писемності належить давні критські писемності — лінійне письмо А і Б, кіпрсько-мінойська та кіпрська складова писемність, можливо, писемність диска з Фесту.
Існує припущення, що складові знаки, які вживалися в давньоєгипетському ієрогліфічному письмі стали прообразом західносемітських силабаріїв, знаки яких передавали поєднання «приголосний + будь-який голосний». До західносемітських систем складового письма відносять протосинайське, протопалестинське та фінікійське письмо.
У японській мові використовують складові знаки кани (абетки хірагана та катакана).